# Lensahn
Lensahn település Németországban, Schleswig-Holstein tartományban. Lakosainak száma 5121 fő (2023. december 31.).

## Népesség
A település népességének változása:
| Lakosok száma | 4239 | 5011 | 4932 | 5012 | 5101 | 5121 |
|               | 1975 | 2017 | 2019 | 2021 | 2022 | 2023 |